# Tillamook County
Tillamook County ist ein County im Bundesstaat Oregon der Vereinigten Staaten. Das U.S. Census Bureau hat bei der Volkszählung 2020 eine Einwohnerzahl von 27.390 ermittelt. Der Verwaltungssitz (County Seat) ist Tillamook.

## Geographie
Das County hat eine Fläche von 3452 Quadratkilometern, wovon 597 Quadratkilometer Wasserfläche sind. Tillamook County grenzt im Norden an Clatsop County, im Süden an Lincoln County und im Osten an Washington County und Yamhill County.

## Geschichte
Das County wurde am 15. Dezember 1853 gegründet und nach dem Volk der Tillamook benannt.
29 Bauwerke und Stätten des Countys sind im National Register of Historic Places (NRHP) eingetragen (Stand 18. Juli 2018).

## Demographische Daten

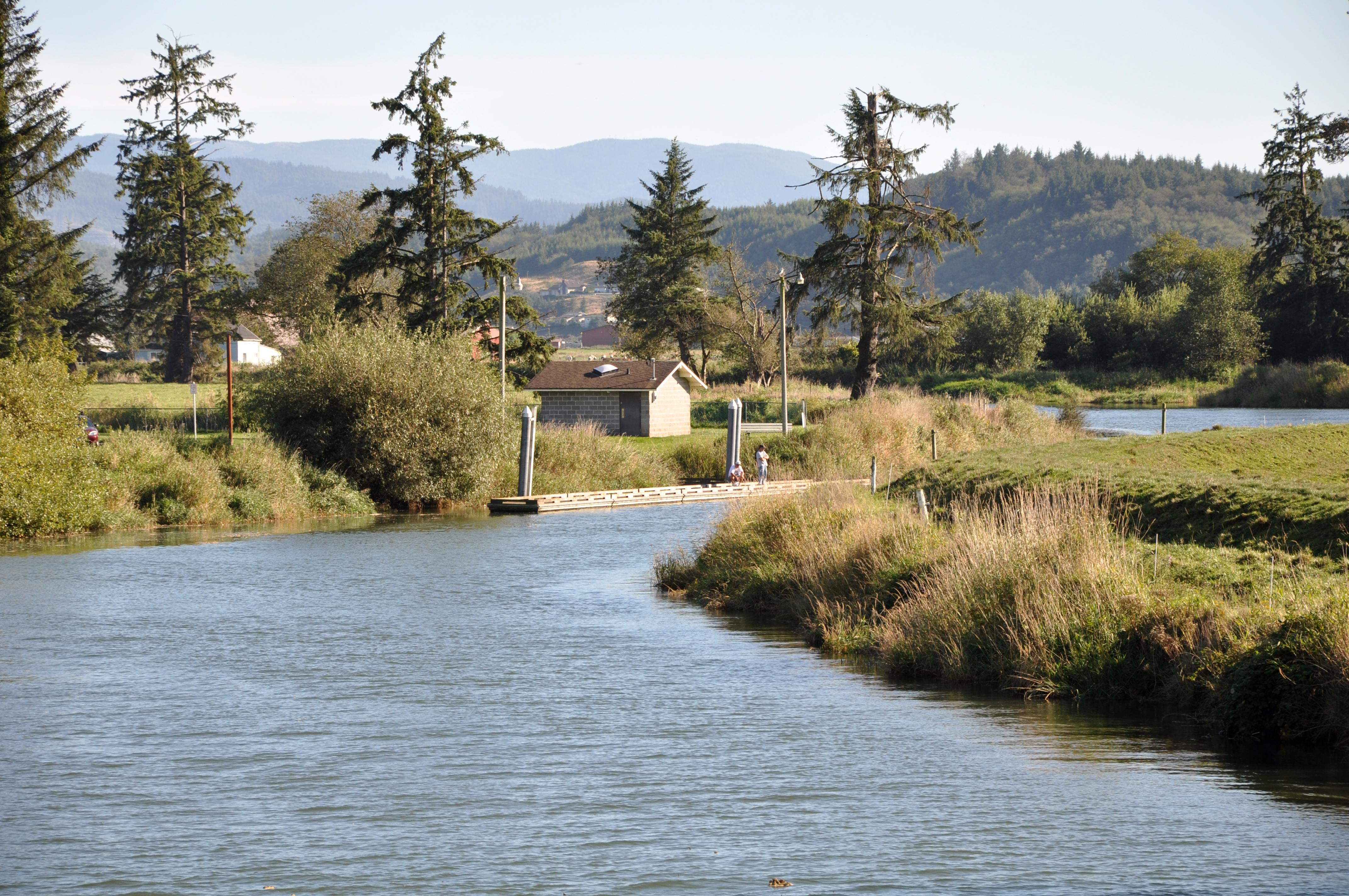
Der Trask River

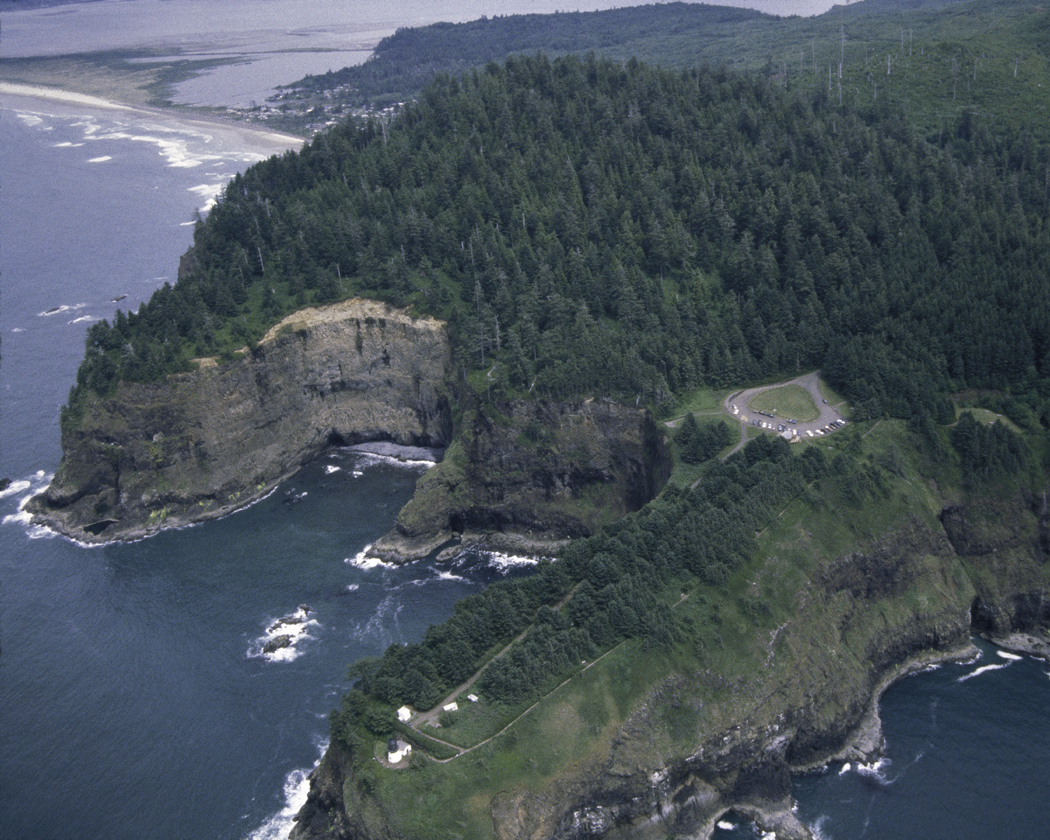
Das Cape Meares National Wildlife Refuge

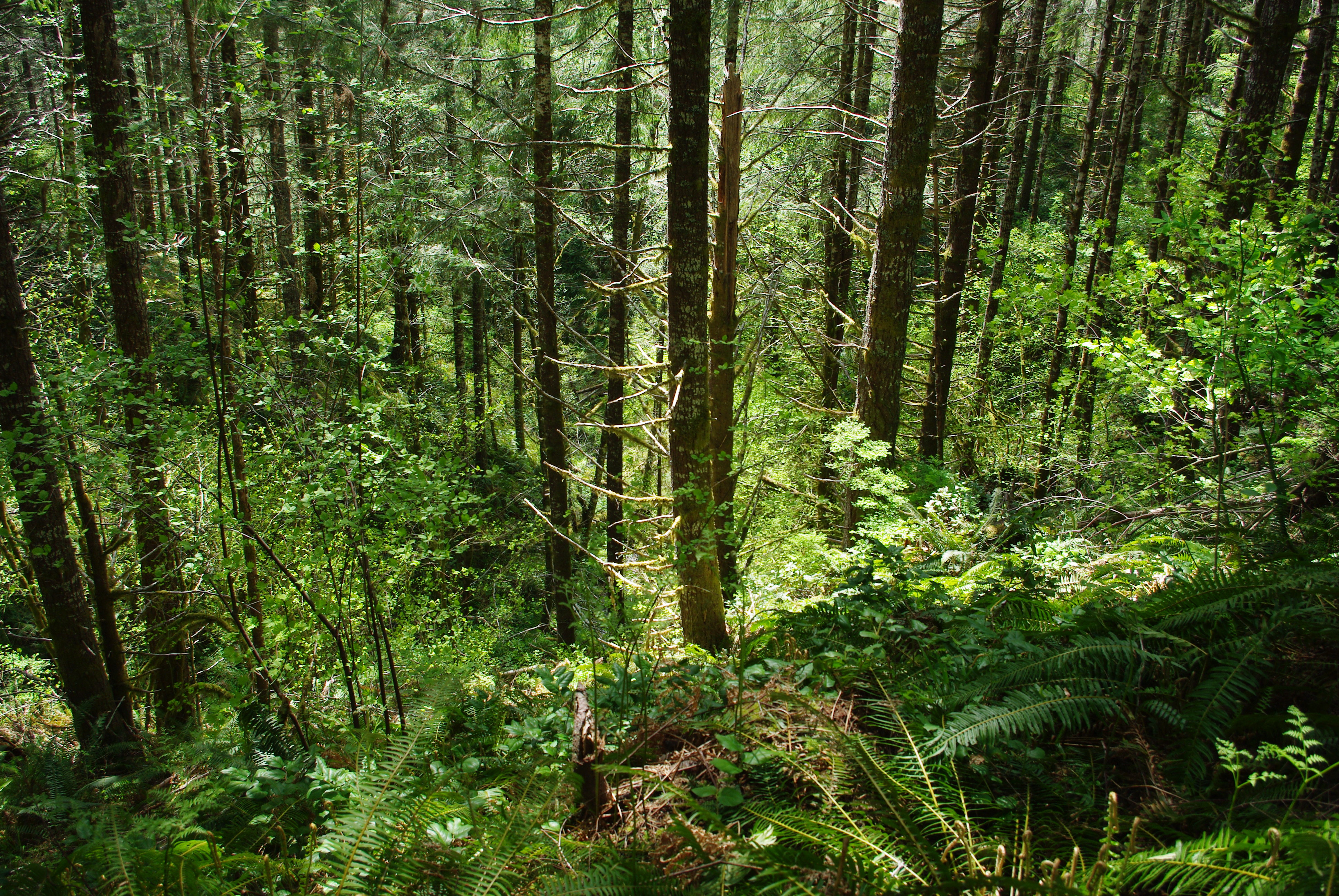
Der Tillamook State Forest

Nach der Volkszählung im Jahr 2000 lebten im County 24.262 Menschen. Es gab 40.584 Haushalte und 6.793 Familien. Die Bevölkerungsdichte betrug 8 Einwohner pro Quadratkilometer. Ethnisch betrachtet setzte sich die Bevölkerung zusammen aus 93,86 % Weißen, 0,22 % Afroamerikanern, 1,19 % amerikanischen Ureinwohnern, 0,65 % Asiaten, 0,21 % Bewohnern aus dem pazifischen Inselraum und 1,89 % Prozent aus anderen ethnischen Gruppen; 1,98 % stammten von zwei oder mehr ethnischen Gruppen ab. 5,13 % der Bevölkerung waren spanischer oder lateinamerikanischer Abstammung.
Von den 40.584 Haushalten hatten 24,60 % Kinder und Jugendliche unter 18 Jahre, die bei ihnen lebten. 54,80 % waren verheiratete, zusammenlebende Paare, 7,70 % waren allein erziehende Mütter. 33,40 % waren keine Familien. 27,90 % waren Singlehaushalte und in 12,60 % lebten Menschen im Alter von 65 Jahren oder darüber. Die Durchschnittshaushaltsgröße betrug 2,33 und die durchschnittliche Familiengröße lag bei 2,82 Personen.
Auf das gesamte County bezogen setzte sich die Bevölkerung zusammen aus 22,20 % Einwohnern unter 18 Jahren, 6,50 % zwischen 18 und 24 Jahren, 23,50 % zwischen 25 und 44 Jahren, 28,00 % zwischen 45 und 64 Jahren und 19,80 % waren 65 Jahre alt oder darüber. Das Durchschnittsalter betrug 44 Jahre. Auf 100 weibliche Personen kamen 100,40 männliche Personen, auf 100 Frauen im Alter ab 18 Jahren kamen statistisch 98,10 Männer.
Das jährliche Durchschnittseinkommen eines Haushalts betrug 34.269 USD, das Durchschnittseinkommen der Familien betrug 40.197 USD. Männer hatten ein Durchschnittseinkommen von 31.509 USD, Frauen 21.555 USD. Das Prokopfeinkommen betrug 19.052 USD. 11,40 % der Bevölkerung und 8,10 % der Familien lebten unterhalb der Armutsgrenze. 13,40 % davon waren unter 18 Jahre und 8,10 % waren 65 Jahre oder älter.

## Verkehr
- U.S. Highway 101
- Oregon State Route 6
- Oregon State Route 53
- Oregon State Route 131

## Städte und Gemeinden
(Einwohnerzahlen nach dem United States Census 2000)
| Citys 1. Bay City (1.230) 2. Garibaldi (895) 3. Manzanita (564) 4. Nehalem (203) 5. Rockaway Beach (1.276) 6. Tillamook (4.675) 7. Wheeler (391) Wüstung 1. Idiotville | Census-designated places 1. Beaver (145) 2. Cape Meares (110) 3. Cloverdale (242) 4. Hebo (231) 5. Neskowin (169) 6. Netarts (744) 7. Oceanside (326) 8. Pacific City (1.027) |